# Hotel Hello
Albums de Gary Burton, Steve Swallow
Seven Songs for Quartet and Chamber Orchestra
(1974) Ring
(1974)
Hotel Hello est un album de jazz du vibraphoniste américain Gary Burton et du bassiste américain Steve Swallow enregistré en 1974 et commercialisé en 1975.

## Liste des titres
| No | Titre                    | Musique       | Durée |
| -- | ------------------------ | ------------- | ----- |
| 1. | Chelsea Bells (for Hern) | Steve Swallow | 4:24  |
| 2. | Hotel Overture + Vamp    | ...           | 3:39  |
| 3. | Hotel Hello              | Steve Swallow | 5:20  |
| 4. | Inside In                | Michael Gibbs | 2:43  |
| 5. | Domino Biscuit           | Steve Swallow | 1:56  |
| 6. | Vashkar                  | Carla Bley    | 5:56  |
| 7. | Sweet Henry              | Steve Swallow | 3:59  |
| 8. | Impromptu                | Steve Swallow | 2:29  |
| 9. | Sweeping Up              | Steve Swallow | 5:25  |

## Musiciens
- Gary Burton – vibraphone
- Steve Swallow – guitare basse